# Nyctibora sinop
Nyctibora sinop är en kackerlacksart som beskrevs av Rocha e Silva och Aguiar 1978. Nyctibora sinop ingår i släktet Nyctibora och familjen småkackerlackor. Inga underarter finns listade i Catalogue of Life.